# Mircea Chelaru
Mircea Chelaru (Iași, 3 luglio 1949) è un generale, politico, saggista e storico rumeno.
È un generale dell'esercito rumeno che ha servito, dal 15 febbraio del 2000 al 31 ottobre del 2000, come Capo dello Statul Major General (Stato Maggiore Generale) delle Forze Armate Romene.

## Biografia
Mircea Chelaru nacque il 3 luglio 1949 nel comune di Rediu, nel distretto di Iași. Nel 1964 si iscrisse al Liceo Teoretico "Vasile Alecsandri" di Iași. Nel 1965 si trasferì al Liceo Militare "Ștefan cel Mare" di Câmpulung Moldovenesc, dove si diplomò nel 1967 con il massimo di voti.
Dopo essersi diplomato alla Scuola per Ufficiali, iniziò la sua carriera militare servendo, dal 1970 al 1972, come comandant de pluton (Capoplotone) nel Regimentul 30 Gardă. Successivamente, dal 1972 al 1974, ricoprì il ruolo di aiutante del Colonnello generale Gheorghe Ion, Viceministro della Difesa Nazionale e Capo dello Statul Major General. Nel 1974 fu promosso al grado di Locotenent major (Primo tenente).
Dopo due anni di studi presso l'Università nazionale di difesa "Carlo I", venne nominato Comandant de batalion (Comandante di battaglione) del Regimentul 30 Gardă. Ricoprì questo ruolo dal 1976 al 1978. L'anno successivo, nel 1977, fu promosso eccezionalmente al grado di Căpitan (Capitano).
Successivamente, dal 1978 al 1981, ricoprì il ruolo di Ofițer de Stat Major (Ufficiale di Stato Maggiore). Dal 1981 al 1985 fu Capo di Stato Maggiore nel Regimentul 2 Mecanizat; dal 1985 al 1987 fu un Ufficiale presso la Diviziei 1 mecanizată. Nel 1983 fu promosso al grado di Maior (Maggiore), successivamente, nel 1989, al grado di Locotenent-colonel (Tenente colonnello) e nel 1990 venne promosso al grado di Colonel (Colonnello).
Nel marzo del 1990 Chelaru venne inviato dallo Statul Major General a Târgu-Mureș, dove organizzò e guidò l'intervento dell'esercito durante il conflitto interetnico tra le comunità rumene e ungheresi; durante questi eventi fu accusato di non essere intervenuto nella risoluzione del conflitto.
Il 12 settembre 1997 Mircea Chelaru venne nominato Comandante del Corpului 10 Armată "Ștefan cel Mare" di Iași; ricoprì questo ruolo fino al 2000. Il 27 novembre 1997 fu promosso al grado di General de brigadă (Brigadier generale) e, il 1º dicembre 1999, al grado di General de divizie (Generale di divisione).
Poco dopo la sua nomina, il 17 dicembre 1997, rilasciò dichiarazioni bellicose nei confronti della 14ª armata dell'esercito russo in Transnistria e fu chiamato a Bucarest per dare spiegazioni.
Nell'ottobre del 1999 Chelaru fu vittima di un grave incidente stradale a seguito del quale riportò lesioni cranio-cerebrali e toraciche. Nel 1999 chiese al Consiglio Locale di Iași di consentire che i busti dei tre marescialli della Romania, Ion Antonescu, Constantin Prezan e Alexandru Averescu, fossero eretti di fronte alla guarnigione di Copou. A seguito delle proteste della comunità ebraica di Iași e di diversi intellettuali, invece del busto di Antonescu, apparve il busto del re Ferdinando I.
Nel 2015 Mircea Chelaru fu condannato a 3 anni di carcere con sospensione della pena, a seguito dell'accusa di abuso d'ufficio mossa dalla DNA nel febbraio del 2014.

## Capo dello Statul Major General
Il 15 febbraio 2000 Mircea Chelaru fu nominato capo dello Statul Major General delle Forze Armate Romene. A partire dal 25 ottobre 2000, ricoprì il grado di general de corp de armată (Generale di corpo d'armata).
Il 27 ottobre 2000 tenne una conferenza stampa in cui affermò che il Consiliul Suprem de Apărare a Țării (Consiglio Supremo della Difesa Nazionale) seguiva e tutelava l'attività dei gruppi mafiosi della Dobrugia e dell'Oltenia. Affermò, inoltre, che esisteva un'ipotetica minaccia interna alla sicurezza nazionale, a seguito del distacco della Dobrugia dalla Romania, che richiedeva una risposta militare. Nelle sue dichiarazioni, inoltre, disse:
Il 31 ottobre 2000 Chelaru si dimise da Capo dello Statul Major General delle Forze Armate Romene. Successivamente divenne direttore del Centrului de Studii Strategice de Securitate.

## Il congedo
Il 1 giugno 2001 Chelaru partecipò alla commemorazione del 55º anniversario della morte del maresciallo Ion Antonescu, svoltasi nel cortile della chiesa "Sfinții Împărați Constantin și Elena", fondata da Ion e Maria Antonescu, dove venne scoperto un busto in bronzo e marmo del maresciallo in presenza del presidente del Partito Grande Romania, Corneliu Vadim Tudor.
Dopo questo avvenimento Chelaru fu convocato davanti al Consiglio Giudiziario del Ministero della Difesa Nazionale (MApN) per aver violato il principio del non coinvolgimento politico dei militari. In un comunicato il Ministero della Difesa affermò:
Chelaru si difese in una dichiarazione telefonica rilasciata al quotidiano Evenimentul Zilei, in cui affermava quanto segue:
Il 7 giugno 2001 Mircea Chelaru, su sua richiesta, fu messo in riserva.
Fu un membro fondatore della Fondazione "Pro Patria", della Fondazione del Collegio Nazionale per la Difesa, dell'Associazione Euro-Atlantica "Manfred Wörner" e dell'Associazione "Movimento Nazionale Rumeno". Dal 1996 al 1999 fu caporedattore della rivista "STRATEGII XXI". Inoltre, dal 2000, è membro fondatore e primo presidente onorario dell'Associazione "George C. Marshall - Romania".

## Attività politica
Nel 2000 Chelaru si unì al Partito dell'Unità della Nazione Romena. Il 16 marzo 2002 fu eletto presidente del Consiglio Nazionale del PUNR e l'11 maggio ne divenne presidente.
A seguito della fusione tra il PUNR e il Partito Conservatore, avvenuta il 19 gennaio 2006, divenne vicepresidente del Partito Conservatore. Il 17 aprile 2007, secondo una decisione dell'ufficio politico del Partito Conservatore, approvata con la maggioranza dei voti, Mircea Chelaru venne espulso dal partito insieme a Codrin Ștefănescu, Vice Segretario generale del Partito, in quanto furono ritenuti colpevoli di destabilizzarlo.
Rientrò in politica in qualità di primo vicepresidente del Partito Popolo Rumeno (Partidul Neamul Românesc, PNR), fondato dal nazionalista Ninel Peia. Presentato come candidato alla poltrona di sindaco di Bucarest alle elezioni locali del 2020, tuttavia, la sua iscrizione fu rigettata dall'ufficio elettorale.
In occasione delle elezioni parlamentari del 2020 fu eletto alla camera dei deputati nelle liste dell'Alleanza per l'Unione dei Romeni.

## Opere pubblicate
Mircea Chelaru ha pubblicato oltre 100 articoli, partecipando a diverse conferenze nazionali e internazionali. È autore di due lunghi lavori:
- O posibilă soluție – Scurt tratat sistemic asupra unei strategii a dezvoltării și securității României, trattato.
- Relația politică-strategie, saggio.